# Міністерство фінансів Української РСР
Міністерство фінансів Української РСР — союзно-республіканське міністерство, входило до системи органів фінансів СРСР і підлягало в своїй діяльності Раді Міністрів УРСР і Міністерству фінансів СРСР.

## Історія
Створене з Народного комісаріату фінансів УРСР у березні 1946 року у зв'язку з переформуванням наркоматів. 

## Наркоми фінансів УСРР
- Ауссем Володимир Християнович (1917—1918)
- Косіор Станіслав Вікентійович (1918—1918)
- Боголєпов Михайло Іванович (1918—1918)
- Земіт Фрідріх Андрійович (1918—1919)
- Литвиненко Микола Якович (1919—1919)
- Кузнєцов Степан Матвійович (1923—1926)
- Полоз Михайло Миколайович (1926—1931)
- Коваль Ксенофонт Федорович (1931—1932)
- Рекіс Олександр Олександрович (1932—1937)
- Василенко Марко Сергійович (1937—1937)
- Курач Микола Андрійович (1938—1944)
- Сахновський Георгій Леонідович (1944—1946)

## Міністри фінансів УРСР
- Сахновський Георгій Леонідович (1946—1951)
- Щетинін Микола Тимофійович (1951—1961)
- Барановський Анатолій Максимович (1961—1979)
- Козерук Василь Петрович (1979—1987)
- Забродін Іван Олександрович (1987—1990)
- Коваленко Олександр Миколайович (1990—1991)